# Dinckleria
Dinckleria là một chi rêu trong họ Plagiochilaceae.